# 紅花寶鐸花
紅花寶鐸花（学名：Disporum taiwanense）为百合科寶鐸花屬下的一个种。

## 扩展阅读
- 維基物種上的相關：紅花寶鐸花